# 第23独立治安防護旅団 (ウクライナ国家親衛隊)
第23独立治安防護旅団（だい23どくりつちあんぼうごりょだん、ウクライナ語: 23-тя окрема бригада охорони громадського порядку）は、ウクライナ国家親衛隊の旅団。南部作戦地域司令部隷下。

## 概要

### ソ連国内軍
1966年9月30日、ソ連国内軍の第22独立特殊自動車化警察大隊としてウクライナ・ソビエト社会主義共和国ザポリージャ州で創設された。

### ウクライナ国家親衛隊/ウクライナ国内軍
1992年1月、ソビエト連邦の崩壊とウクライナの独立で創設されたウクライナ国家親衛隊に編入し、第3師団隷下の第8連隊に改編された。
1995年1月、ウクライナ国内軍に編入し、第13独立特殊自動車化警察連隊に改編された。
1999年、部隊増強に伴い、第23独立特殊自動車化警察旅団に改編された。

### ドンバス戦争
2014年3月、ウクライナ国内軍の廃止で創設されたウクライナ国家親衛隊に編入し、第23独立治安防護旅団に改編された。
2014年8月、ドンバス戦争に投入され、東部ドネツィク州に配備された。
2020年8月21日、ウォロディミル・ゼレンスキー大統領より、名誉称号「ホールツィツャ」を授与された。

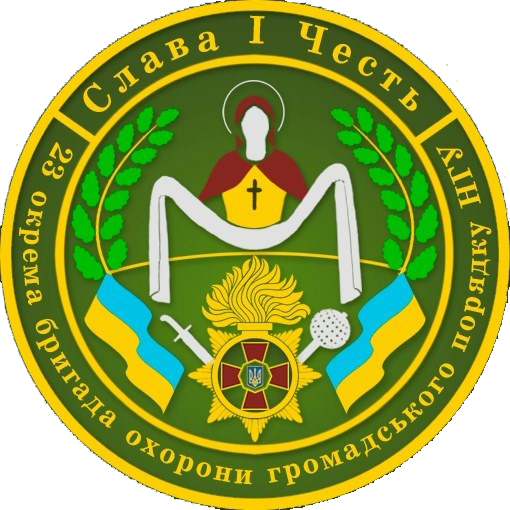
旧第23独立治安防護旅団章
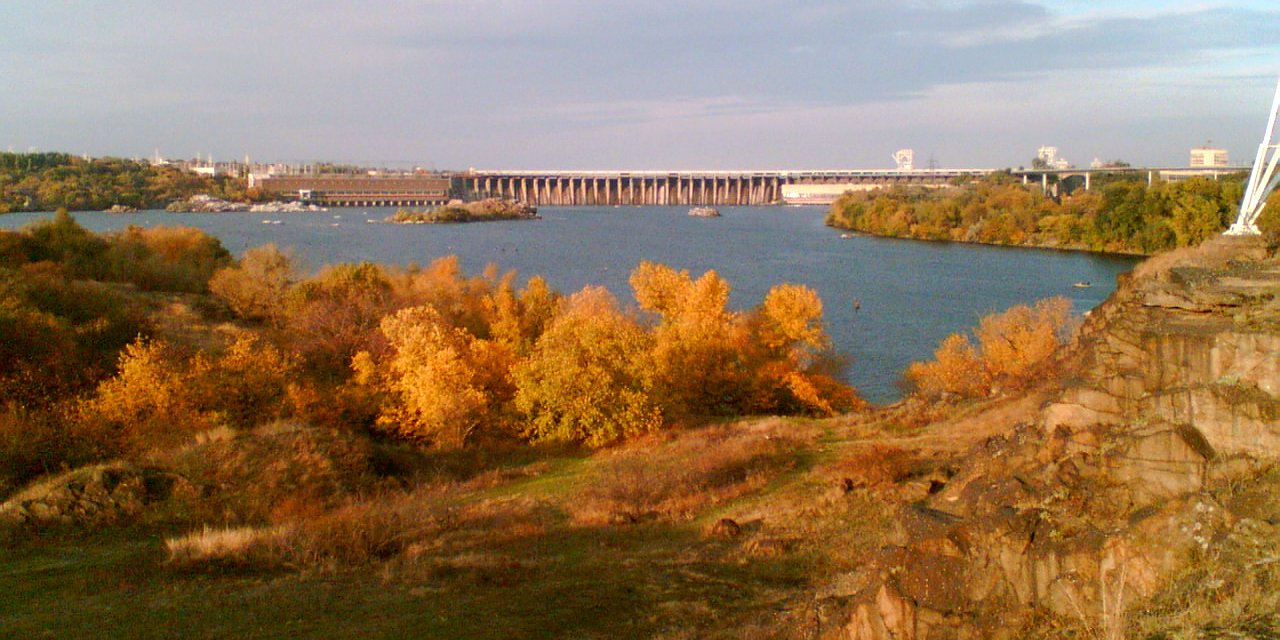
ホールツィツャ島

### ロシアのウクライナ侵攻

#### 南部・ザポリージャ戦線
2022年2月24日、ロシアのウクライナ侵攻で南部ザポリージャ州メリトポリ地区に配備された。メリトポリ市を第9特務連隊、第110独立領土防衛旅団、第59独立自動車化歩兵旅団隷下の第9独立自動車化歩兵大隊と合同で防御する予定だったが第110旅団は不手際で装備が用意できずに不参加となり、第9大隊はロシア軍に包囲されて現着できなかったため、ロシア軍の25個大隊戦術群に対して第9連隊との2個大隊で防御したが、メリトポリは陥落した。以後もロシア軍の攻勢でトクマク、ヴァシリウカが陥落し、ザポリージャで撃退した。

#### 東部・マリウポリ戦線
2022年3月、激戦地の東部ドネツィク州マリウポリ地区に再配置され、南東部の要衝マリウポリ市外を防御したが、ドミトロ・アプフチン副旅団長、第2パトロール大隊のユーリー・ロイ大隊長が戦死し、5月にマリウポリは陥落した。

#### 南部・ザポリージャ戦線
2022年8月、南部ザポリージャ州ポロヒー地区に再配置され、フリャイポレ方面に展開した。

## 編制
- 旅団司令部（ザポリージャ）
- 第1パトロール大隊（ザポリージャ）
- 第2パトロール大隊（メリトポリ）
- 第3パトロール大隊（ベルジャーンシク）
- 第4パトロール大隊（エネルホダル）
- パトカー中隊
- 戦闘・後方支援中隊